# Villarino (Lobera)
Villarino (llamada oficialmente San Xes de Vilariño) es una parroquia y un lugar del municipio español de Lobera, en la provincia de Orense, Galicia.

## Toponimia
La parroquia también es conocida por el nombre de San Ginés de Villarino.

## Organización territorial
La parroquia está formada por seis entidades de población:
- A Canle
- Baldemir
- Sabariz
- Senderiz
- Torneiros
- Vilariño

## Demografía

### Parroquia
| Gráfica de evolución demográfica de Villarino (parroquia) entre 2000 y 2022 |
|                                                                             |
| Datos según el nomenclátor publicado por el INE.                            |

### Lugar
| Gráfica de evolución demográfica de Vilariño (lugar) entre 2000 y 2022 |
|                                                                        |
| Datos según el nomenclátor publicado por el INE.                       |